# Erwin Mülhaupt
Erwin Friedrich Mülhaupt (* 25. Mai 1905 in Todtnau; † 10. Dezember 1996 in Karlsruhe) war ein deutscher evangelischer Kirchenhistoriker.

## Leben
Er studierte ab 1923 Theologie in Göttingen, Tübingen, Berlin und Rostock (1926 erstes und 1927 zweites theologisches Examen). Bei Emanuel Hirsch in Göttingen promovierte er. Ab 1929 absolvierte er seinen theologischen Vorbereitungsdienst in Heidelberg, Karlsruhe und Mannheim. Ab 1949 lehrte er als Professor für Kirchengeschichte an der Kirchlichen Hochschule Wuppertal. 1970 wurde er emeritiert.

## Schriften (Auswahl)
- Rheinische Kirchengeschichte. Von den Anfängen bis 1945. Düsseldorf 1970, ISBN 3-87645-004-7.
- Luthers Testament. Zum 450. Jubiläum des Septembertestaments 1522. Witten 1972, ISBN 3-87122-960-1.
- Luther im 20. Jahrhundert. Aufsätze. Göttingen 1982, ISBN 3-525-55387-0.
- Heimaterinnerungen und Heimatbeziehungen Philipp Melanchthons. Bretten 1983, ISBN 3-921780-05-5.
- Lutherbriefe vom und zum Oberrhein. Bretten 1984, ISBN 3-921780-07-1.